# Uychi
Uychi ist eine Siedlung städtischen Typs in der usbekischen Viloyat Namangan im Ferghanatal und Hauptort des gleichnamigen Bezirks.
Die Stadt liegt etwa 20 km nordöstlich der Viloyathauptstadt Namangan unmittelbar südlich der bezirksfreien Stadt Chortoq. Der Nördliche Ferghanakanal fließt am Nordrand des Ortes vorbei.
Im Jahr 1984 erhielt Uychi den Status einer Siedlung städtischen Typs. Gemäß der Bevölkerungszählung 1989 hatte der Ort 14.008 Einwohner, einer Berechnung für 2010 zufolge betrug die Einwohnerzahl 31.564.